# Сеговия (мини-футбольный клуб)
«Сеговия» (исп. Club Deportivo Segovia Futsal; Naturpellet Segovia) — испанский мини-футбольный клуб из Сеговии. Основан в 2013 году.

## История
В 1995 году в Сеговии был основан клуб «Каха Сеговия». Пик достижений команды приходится на конец XX века, когда она стала чемпионом Испании, трёхкратным обладателем национального кубка и суперкубка. А на международной арене «Каха Сеговия» в 2000 году сумела выиграть Турнир европейских чемпионов и Межконтинентальный кубок.
В августе 2013 года «Каха Сеговия» прекратила существование. Сразу же в городе был образован МФК «Сеговия» и получил приглашение от Королевской федерации футбола выступать во Втором дивизионе. По итогам сезона 2016/17 «Сеговия» заняла второе место в Сегунде и получила путёвку в Почётный дивизион.

## Достижения клуба
«Каха Сеговия»
- Чемпион Испании (1): 1998/99
- Обладатель Кубка Испании (3): 1998, 1999, 2000
- Обладатель Суперкубка Испании (3): 1998, 1999, 2000
- Победитель Турнира европейских чемпионов (1): 2000
- Обладатель Межконтинентального кубка (1): 2000

МФК «Сеговия»
- Вице-чемпион Второго дивизиона Испании (1): 2016/17

## Бывшие известные игроки
| - Альваро - Луис Амадо - Андреу - Даниэль - Кристиан |  | - Лин - Лукаян - Ороль - Серхио Лосано - Хуанра |